# Karol Martesko-Fenster
Karol Martesko-Fenster (* 12. März 1961 in Wien) ist ein US-amerikanischer Unterhaltungs- und Medieninnovator und Unternehmer, der in der Vergangenheit in leitenden Positionen in der Film-, Verlags-, Event-, Rundfunk- und Internetbranche war.

## Leben
Karol Martesko-Fenster wurde in Wien geboren, hat aber während seines Lebens in über 20 Städten weltweit gelebt und gearbeitet. Er spricht fließend Deutsch und Englisch. Er erwarb einen Bachelorabschluss an der State University of New York in Purchase und einen Masterabschluss an der Columbia University mit Schwerpunkt Unterhaltungsrecht, Theatermanagement und Filmproduktion.
Martesko-Fenster ist der Gründer und Chief Content Officer von Thought Engine Partners und der Chief Operating Officer von Abramorama, einer Vertriebs- und Marketingfirma für Independent-Filme mit Sitz in New York City und Los Angeles, die 1983 gegründet wurde. Zu seinen früheren Arbeiten gehörte eine Tätigkeit bei Babel Networks, wo er zahlreiche Film- und Medienunternehmen strategisch beraten hat, darunter Arts Alliance, Filmhaus Wien, T5M, Tribeca Enterprises, CINELAN und Learn Do Share. Als EVP von Babel Networks US leitete Martesko-Fenster die Film- und Animationsabteilung der Videoplattform Babelgum. Zuvor war Martesko-Fenster Leiter der Filmabteilung bei Palm Pictures Entertainment Properties von Chris Blackwell und Präsident der zugehörigen RES Media Group.
Mitte der 1990er Jahre war Martesko-Fenster Mitbegründer und Gründer von Film-Websites- und Magazinen wie des Kulturmagazins RES, von Filmmaker, The Virtual FilmFestival und IndieWire. Letzteres gründete er 1996 gemeinsam mit Eugene Hernandez als Website der Filmindustrie mit Schwerpunkt Independent-Filme.
Martesko-Fenster hält regelmäßig Vorträge bei Medienveranstaltungen auf der ganzen Welt, wobei der Schwerpunkt auf transformativem Unternehmertum und dem immersiven, videozentrierten, plattformübergreifenden Angebot von Inhalten liegt.